# Tomiyamichthys oni
Tomiyamichthys oni är en fiskart som först beskrevs av Tomiyama, 1936.  Tomiyamichthys oni ingår i släktet Tomiyamichthys och familjen smörbultsfiskar. Inga underarter finns listade i Catalogue of Life.